# Media (Pennsylvanie)
Pour les articles homonymes, voir Media.
Le borough de Media est le siège du comté de Delaware, situé en Pennsylvanie, aux États-Unis. Sa population s’élevait à 5 327 habitants lors du recensement de 2010, estimée à 5 362 habitants en 2017.

## Source
- (en) Cet article est partiellement ou en totalité issu de l’article de Wikipédia en anglais intitulé « Media, Pennsylvania » (voir la liste des auteurs).